# Alfa Romeo 6C 2500 Coloniale
L'Alfa Romeo 6C 2500 Coloniale, ou simplement Alfa Romeo 2500 C, était un véhicule militaire créé par Alfa Romeo à Milan. Ce véhicule était utilisé par l'armée royale comme voiture de liaison pour les commandements supérieurs pendant la Seconde Guerre mondiale.

## Galerie

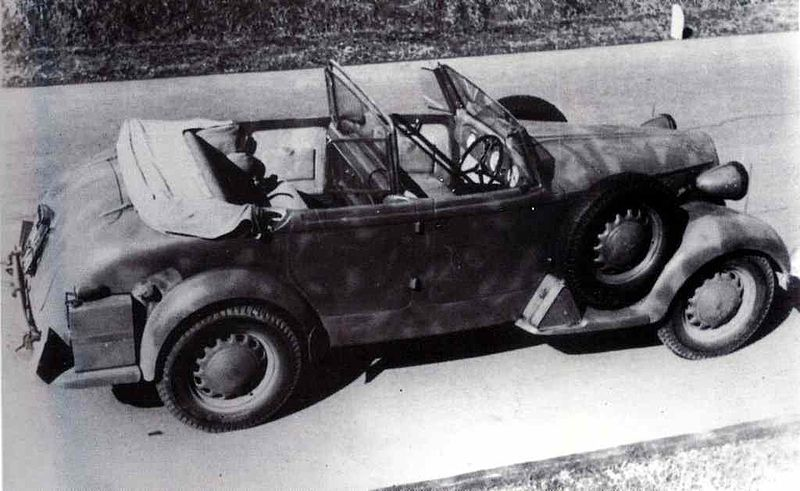
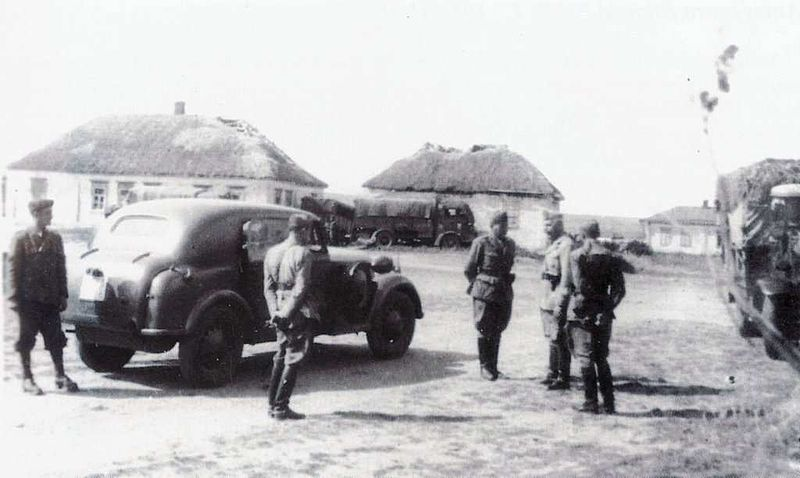
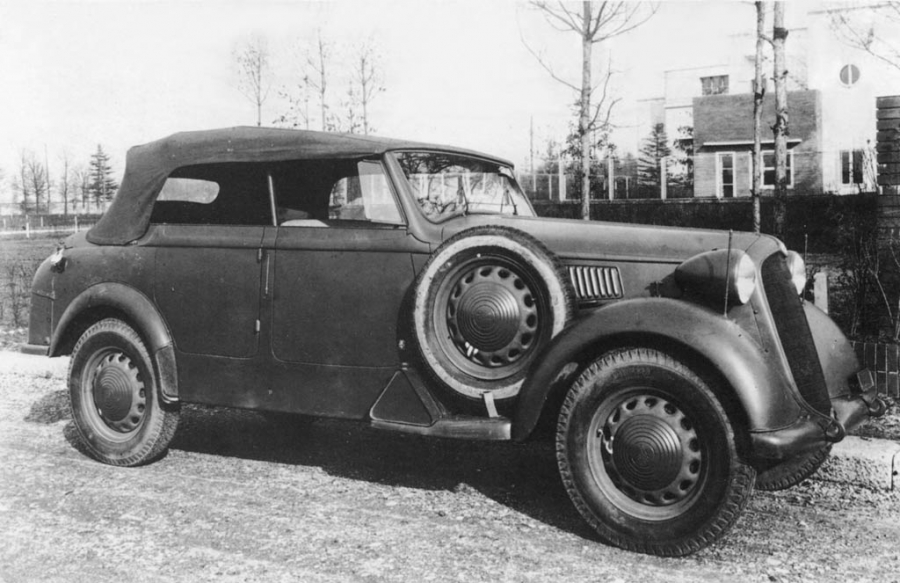